# Klemensker

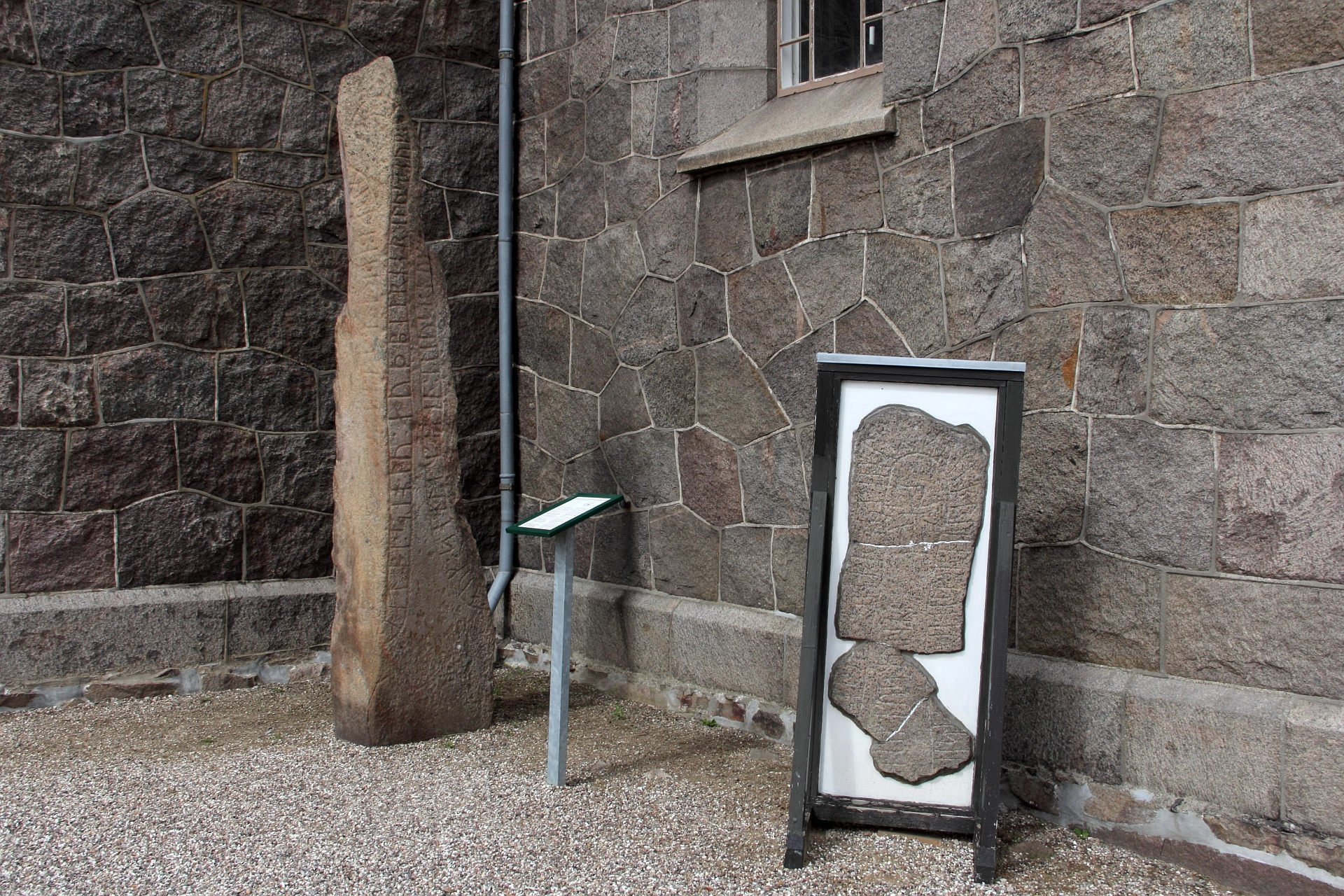
Runensteine an der Kirche in Klemensker

Klemensker ist eine kleine Ortschaft mit 607 Einwohnern (Stand 1. Januar 2023) auf der dänischen Ostseeinsel Bornholm. Die Ortschaft liegt im gleichnamigen Kirchspiel Klemensker (Klemensker Sogn), das bis 1970 zur Harde Nørre Herred im damaligen Bornholms Amt gehörte. Mit der Auflösung der Hardenstruktur wurde das Kirchspiel in die Kommune Hasle aufgenommen, die Kommune wiederum ging nach einer Volksentscheidung zum 1. Januar 2003 mit anderen Kommunen in der Regionskommune Bornholm auf. Zwischen 2003 und 2007 war diese kreisfrei, seit dem 1. Januar 2007 gehört sie zur Region Hovedstaden.
Der Name der Ortschaft leitet sich von der Kirche St. Klemens im Ort ab. An der Kirche sind Runensteine zu sehen, die auf das 11. Jahrhundert datiert sind.
Klemensker hat eine Molkerei und liegt etwa sieben Kilometer östlich von Hasle und etwa zehn Kilometer nordöstlich von Rønne.